# تعرض تفاعلي
التعرض التفاعلي هو أسلوب علاج سلوكي معرفي يستخدم في علاج اضطراب الهلع. يشير إلى القيام بتمارين تثير أعراض شبيهة بأعراض نوبة الهلع، مثل فرط التنفس والتوتر العضلي العالي، بهدف إزالة استجابة المريض المشروطة بأن تلك الأعراض الجسدية ستؤدي إلى حدوث النوبة.

## وصف
التعرض التفاعلي يقلل من حدوث النوبات المفاجئة لدى المرضى الذين تلقوا العلاج. فهو يسعى إلى إزالة «الخوف من الخوف»، حيث تحدث النوبات بسبب الخوف من التعرض لنوبة حقيقية. وهو نقيض للعلاج بالصدمة الذي يعرض الشخص مباشرة إلى حالة مخيفة أو موقف صادم، كما يمكن استخدام التعرض التفاعلي في حالات تبدد الشخصية والغربة عن الواقع.

## التاريخ
بدأ العلاج السلوكي بشكل أساسي بين عامي 1950 و 1970 من قبل باحثين في الولايات المتحدة والمملكة المتحدة وجنوب إفريقيا. كان جوزيف وولب رائدًا في أسلوب إزالة التحسس المنتظم، والذي بدأ البحث عن تقنيات الحد من الخوف. فيما طورا ريس وماكنالي نموذجًا متوقعًا للخوف في عام 1985 استنادًا إلى مفهوم «الخوف من الخوف»، والذي أطلقوا عليه «حساسية القلق». كانوا من أوائل الباحثين الذين بدأوا في دراسة كيفية تأثير حساسية القلق على اضطراب الهلع. تفترض هذه النظرية أن الأفراد الذين يعانون من حساسية عالية للقلق يميلون إلى الاعتقاد بأن القلق يسبب مرضًا عقليًا أو يؤدي إلى نوبات قلبية أو ينتج عنه المزيد من القلق.
أسفرت التجارب المبكرة في التسعينيات عن نتائج مختلطة حول فعالية التعرض التفاعلي، وخلال القرن الحادي والعشرين بدأ العلماء في إنشاء بروتوكول علاجي لمساعدة المصابين باضطراب الهلع.

## تطبيقات أخرى للعلاج
يمكن استخدام التعرض التفاعلي لعلاج اضطراب ما بعد الصدمة ومرض الانسداد الرئوي المزمن، وهما من الحالات الشائعة المصاحبة لاضطراب الهلع.